# Sanous
Sanous – miejscowość i gmina we Francji, w regionie Oksytania, w departamencie Pireneje Wysokie.
Według danych na rok 1990 gminę zamieszkiwały 74 osoby, a gęstość zaludnienia wynosiła 45 osób/km² (wśród 3020 gmin regionu Midi-Pireneje Sanous plasuje się na 989. miejscu pod względem liczby ludności, natomiast pod względem powierzchni na miejscu 1733.).